# Хлорид родия(III)
Хлорид родия(III) (трихлорид родия) — неорганическое соединение, соль родия и соляной кислоты с формулой RhCl3, один из трёх известных хлоридов родия, соответствующий трёхвалентному металлу. Красно-коричневый порошок, нерастворим в воде. Образует кристаллогидрат состава RhCl3•3H2O, хорошо растворимый в воде. Применяется для родирования — нанесения родиевых покрытий на металлы и как катализатор в органическом синтезе. Также находит применение в фотографии и производстве фотобумаг.

## Физические свойства
Имеет вид красных кристаллов с моноклинной сингонией. Не растворяется в воде и кислотах, а также в растворах щелочей. Возгоняется около 800 °С и разлагается при 970 °С.
Образует кристаллогидрат RhCl3•nH2O, выглядящий как стекловидная масса (по другим данным способен образовывать кристаллы) красного цвета. Соединение является полиядерным и имеет переменный состав, Мейер и Кавчик приписали этому соединению состав тригидрата RhCl3•3H2O.
Кристаллогидрат хорошо растворим в воде, образуя при этом красно-коричневый раствор. Выпаривание раствора снова даёт стеклообразную массу.

## Химические свойства
В солянокислых растворах соединение находится в форме иона [RhCl6]3−, либо замещённых аквакомплексов этого иона.
- Кристаллогидрат теряет воду при нагревании:

{\displaystyle {\mathsf {RhCl_{3}\cdot 3H_{2}O\ {\xrightarrow {180^{o}C}}\ RhCl_{3}+3H_{2}O}}}
- Восстанавливается металлическим цинком:

{\displaystyle {\mathsf {2RhCl_{3}+3Zn\ {\xrightarrow {}}\ 2Rh+3ZnCl_{2}}}}
- Реагирует с раствором аммиака:

{\displaystyle {\mathsf {RhCl_{3}+5NH_{3}\cdot H_{2}O\ {\xrightarrow {}}\ [Rh(NH_{3})_{5}Cl]Cl_{2}+5H_{2}O}}}
В составе позитивных фотографических эмульсий сильно снижает светочувствительность и также сильно увеличивает контрастность, даже в крайне незначительных количествах, позволяя получать коэффициент контрастности γ = 5. Для обычных эмульсий, где достаточно γ = 4, использование хлорида родия не требуется.
В связи с тем, что трихлорид родия крайне нестабилен в растворах, вместо него можно применять гексахлорородат(III) аммония (RhCl6(NH4)3•H2O), который используют в количествах порядка 0,4 мг/л эмульсии. Это двойное соединение малопригодно для бромосеребряных эмульсий, которые уже через три месяца теряют контрастность и из особоконтрастных превращаются просто в контрастные. Однако с хлоридом серебра данный двойной хлорид образует достаточно стабильные комплексы.

## Получение
Безводное соединение получают действием хлора на нагретый порошкообразный родий. Реакция начинает протекать при температуре 250—300 °C, в промышленном процессе температура удерживается в диапазоне 900—948 °C, выше 948 °C трихлорид начинает переходить в дихлорид:
{\displaystyle {\mathsf {2Rh+3Cl_{2}\ \xrightarrow {900-948^{o}C} \ 2RhCl_{3}}}}
Помимо этого, трихлорид может быть получен другими способами, все из которых протекают при нагревании в токе хлора: из сульфида родия, хлоропентааминхлорида родия, сплава родия с оловом (при 360—440 °C). Для получения соединения, не содержащего примесей щелочных металлов, используют гексахлорородиат(III) аммония, реакцию также ведут в токе хлора при температуре в 440 °C.
Кристаллогидрат получают, растворяя свежеполученный гидроксид родия(III) в соляной кислоте с последующим выпариванием досуха:
{\displaystyle {\mathsf {Rh(OH)_{3}+3HCl{\xrightarrow {}}\ RhCl_{3}\cdot 3H_{2}O}}}

## Применение
Тригидрат применяют для приготовления электролитов, предназначенных для родирования металлических поверхностей. Также тригидрат используют в органическом синтезе, как катализатор в реакциях изомеризации и полимеризации алкенов.
В фотографии вместе с другими хлоридами металлов платиновой группы может использоваться для тонирования отпечатков, замещая серебро с образованием металлического родия и нерастворимого галогенида серебра в кислой среде:
{\displaystyle {\mathsf {RhCl_{3}+3Ag{\xrightarrow {H+}}Rh+3AgCl}}}
Используется при производстве фотобумаг с очень высокой степенью контрастности.